# كارمان لي
كارمان لي (بالصينية: 李若彤) هي ممثلة صينية، ولدت في 16 أغسطس 1966 في هونغ كونغ في الصين.

## وصلات خارجية
- كارمان لي على موقع IMDb (الإنجليزية)
- كارمان لي على موقع قاعدة بيانات الفيلم (الإنجليزية)